# Häselgehr
Häselgehr è un comune austriaco di 659 abitanti nel distretto di Reutte, in Tirolo.